# Arquèstrat de Gela
Arquèstrat (en grec antic: Ἀρχέστρατος, llatí: Archestratus) fou un poeta de l'antiga Grècia que va viure en temps de Dionisi el Jove i era natural de Gela (però, segons Ateneu de Nàucratis, era natural de Siracusa).
Arquèstrat va viatjar per diversos països per conèixer tot allò que es podia utilitzar a la cuina i a la taula. El resultat dels seus viatges va ser un poema didàctic sobre gastronomia titulat L'art de la cuina, molt celebrat a l'antiguitat i esmentat molt sovint per Ateneu i altres. Aquesta obra és citada pels antics sota cinc diferents títols en grec: Γαστρολογία, Γαστρονομία, Ὀψοποιΐα, Δειπνολογία, i Ἡδυπάθεια. El llibre aconsella al lector gastronòmic sobre on trobar el millor menjar en el món mediterrani.
Enni va escriure (o potser va traduir) una imitació de l'obra amb el nom de Carmina Hedypathetica o Hedypathica ('Vida de Luxúria'). Arquèstrat, que va ser satiritzat en l'antiguitat i l'anomenaven l'Hesíode o el Teognis dels golafres, paròdia l'estil dels vells poetes gnòmics. La descripció que va fer de diversos objectes naturals que s'usaven a la taula era tan exacta, que Aristòtil va fer ús de la seva obra per explicar un punt referit als peixos de la seva Història dels animals.